# フジグラン北宇和島
フジグラン北宇和島は、愛媛県宇和島市伊吹町甲219番地2にある、フジの展開するコミュニティ型ショッピングセンター（CSC）。
宇和島市には同じく、フジの展開するネバフッド型ショッピングセンター（NSC）フジ宇和島店があるが、この項目で記述する。

## 概要
北宇和島駅にほど近い場所にあるショッピングセンター。フジ直営売場を中心に約20のテナントが入居している。
フジ宇和島店（後述）の建て替え期間中には当店とフジ宇和島店の間でジャンボタクシーが運行されていた。

## フジ宇和島店
フジの第1号店。初代店舗は1967年10月に開業した。その後「パルティ・フジ宇和島」に改称するも、店舗名整理のため、2012年に店舗名が戻される。初代店舗は別棟として、飲食店街棟などを持っていた。
完成から50年を迎え、老朽化が著しかったことから、初代店舗は2018年1月31日に閉鎖、約半年間の建て替え工事期間を経て、2018年11月30日に新店舗となって復活した。
新店舗にはパブリックスペースやセルフレジ、オープン型宅配便ロッカーの他、駐車券などを利用せずに、カメラが車両ナンバーをリアルタイムで読み取り、管理し、精算できる、「スマートパーク」が導入された。新店舗コンセプトは「みんなが集う 恵比寿広場」である。

## 主なテナント
どちらも一部のみ掲載する。詳しくは両店のサイトを参照。

### フジグラン北宇和島
- メガネのタナカ
- おたすけくん
- カメラのキタムラ
- ソフトバンク
- ケンタッキーフライドチキン
- どんと

### フジ宇和島店
- スペース田中
- Seria
- にのみや整体院
- ワイモバイル
- 手づくり工房 もりた屋
- じゃんじゃか

## 店舗周辺

### フジグラン北宇和島周辺
- 宇和島青果市場
- やくしじこどもクリニック
- DCMダイキ宇和島北店
- 北宇和島駅

### フジ宇和島店周辺
- 宇和島駅
- いよてつ高島屋宇和島支店
- えひめ南農業協同組合 本所
- 和霊公園